# Underhill (Vermont)
Underhill – miasto w Stanach Zjednoczonych, w stanie Vermont, w hrabstwie Chittenden.